# Fedor den Hertog
Fedor den Hertog (Utrecht, 26 d'agost de 1947) és un ciclista neerlandès, ja retirat, que fou professional entre 1974 i 1981.
Com a ciclista amateur destaca la medalla d'or aconseguida als Jocs Olímpics de Mèxic de 1968 en la prova dels 100 km contrarellotge per equips, junt a Joop Zoetemelk, René Pijnen i Jan Krekels. Com a professional destaca una victòria d'etapa al Tour de França de 1977, una altra a la Volta a Espanya del mateix any i el campionat nacional de ciclisme en ruta, també de 1977.
El seu germà Nidi també fou ciclista professional de 1974 a 1980.

## Palmarès
- 1966
  - Campió dels Països Baixos militar
- 1967
  - Vencedor de 2 etapes a la Volta a Bèlgica amateur
- 1968
  -  Campió Olímpic de CRE (amb Joop Zoetemelk, René Pijnen i Jan Krekels)
  - Campió dels Països Baixos amateur de persecució
  - 1r al Circuit des Mines
  - Vencedor d'una etapa al Tour de l'Avenir
- 1969
  - 1r a la Milk Race i vencedor de 2 etapes
  - 1r a la Rheinland-Pfalz Rundfahrt
  - 1r al Gran Premi de les Nacions amateur
  - 1r a la Volta a Bèlgica amateur i vencedor de 2 etapes
- 1970
  - 1r a l'Omloop der Kempen
  - 1r a la Volta a Limburg
  - 1r a la Volta a Bulgària
  - 1r al Gran Premi de les Nacions amateur
- 1971
  - 1r a la Milk Race i vencedor de 2 etapes
  - Campió dels Països Baixos amateur de persecució
  - Vencedor d'una etapa al Tour de l'Avenir
  - Vencedor d'una etapa a l'Olympia's Tour
- 1972
  - 1r al Tour de l'Avenir i vencedor d'una etapa
  - 1r a la Ronde van Gendringen
- 1973
  - 1r a l'Olympia's Tour i vencedor de 2 etapes
  - Vencedor d'una etapa de la Milk Race
- 1976
  - 1r a la Ronde van Midden-Zeeland
  - Vencedor d'una etapa a la Volta als Països Baixos
- 1977
  -  Campió dels Països Baixos en ruta
  - 1r a la Liedekerkse Pijl
  - 1r a Schijndel
  - 1r al Trofeu Jan van Erp
  - Vencedor d'una etapa al Tour de França
  - Vencedor d'una etapa a la Volta a Espanya
  - Vencedor d'una etapa al Tour del Mediterrani
- 1978
  - Vencedor d'una etapa a la París-Niça
  - Vencedor d'una etapa a l'Étoile des Espoirs
- 1979
  - 1r al GP Frans Verbeeck
  - Vencedor d'una etapa a la Volta als Països Baixos
- 1980
  - 1r a la Maaslandse Pijl

### Resultats al Tour de França
- 1974. 27è de la classificació general
- 1975. 18è de la classificació general
- 1977. Abandona (13a etapa). Vencedor d'una etapa
- 1978. 25è de la classificació general
- 1979. 48è de la classificació general

### Resultats al Giro d'Itàlia
- 1975. Abandona (15a etapa)

### Resultats a la Volta a Espanya
- 1975. Abandona (14a etapa)
- 1976. Abandona (19a etapa)
- 1977. No surt (18a etapa). Vencedor d'una etapa